# Черяк, Абрам Михайлович
Абрам Михайлович Черяк — советский военный деятель, полковник.

## Биография
Родился в 1896 году в Могилёве. Член КПСС.
Окончил Высшую пограничную школу ОГПУ в Москве, ускоренный курс Военной академии РККА им. М. В. Фрунзе.
Участник Первой мировой войны: рядовой в запасном батальоне лейб-гвардии Павловского полка в Петрограде, помощник наводчика, наводчик пулемёта, пулемётный унтер-офицер 2-й пулемётной команды лейб-гвардии Павловского полка Юго-Западного фронта.
Участник гражданской войны: инструктор пулемётного дела в 1-м Могилевском полку, начальник пулемётной команды 3-го советского полка, помощник командира, командир 15-го отдельного стрелкового батальона войск ВЧК, командир 156-го отдельного стрелкового батальона войск ВЧК, командир особого сводного батальона, начальник штаба, командир 202-го стрелкового полка 68-й бригады войск ВНУС, комендант Стерлитамака, начальник Политбюро ЧК по Белебеевскому уезду, уполномоченный Кременчугского губернского отдела ГПУ, уполномоченный Тульчинского окружного отдела ГПУ.
В межвоенный период — на командных должностях в пограничных войсках в Украинской ССР и Бурят-Монгольской АССР.
Участник Великой Отечественной войны: начальник отдела боевой подготовки штаба 27-й армии Северо-Западного фронта, и. д. заместителя командира 254-й стрелковой дивизии, командир 170-й стрелкой дивизии, командир 323-й стрелкой дивизии, и. д. начальника отдела по делам военнопленных и интернированных НКВД БССР.
В 1945—1950 гг. — начальник Управления по делам военнопленных и интернированных НКВД БССР.
Умер после 1950 года.

## Награды
- Орден Ленина
- Орден Красного Знамени (трижды)
- Орден Отечественной войны I степени
- Орден Трудового Красного Знамени
- Орден Красной Звезды